# Bothragonus occidentalis
Bothragonus occidentalis is een straalvinnige vissensoort uit de familie van harnasmannen (Agonidae). De wetenschappelijke naam van de soort is voor het eerst geldig gepubliceerd in 1935 door Lindberg.